# Rivalidad entre el Spartak Moscú y el Zenit San Petersburgo
La rivalidad entre el Spartak Moscú y el Zenit San Petersburgo es una de las más antiguas del fútbol en Rusia y en la antigua Unión Soviética. El origen de la rivalidad deportiva está, principalmente, en la lucha por la hegemonía en Rusia de las ciudades de Moscú y San Petersburgo. Tras la desaparición de la Unión Soviética y la creación de la Liga Premier de Rusia, la enemistad entre ambos por sus enfrentamientos por el campeonato ruso ha aumentado considerablemente.
Recientemente ha comenzado a referirse, popularmente y en los medios de comunicación, al partido y la rivalidad como el Derbi de las dos capitales (en ruso: Дерби двух столиц, Derbi dvukh stolits), aunque este apodo también puede hacer referencia a la rivalidad del Zenit con el CSKA.

## Historia
El Spartak Moscú fue creado en 1922 como sección de fútbol de la sociedad deportiva Spartak, mientras que el Zenit Leningrado fue fundado en 1925 (pasaría a ser Zenit San Petersburgo tras el fin de la Unión Soviética y ser renombrada, nuevamente, Leningrado a San Petersburgo) en el seno de la sociedad deportiva Zenit, afiliada a la industria del armamento. La sociedad deportiva Spartak fue la única de las sociedades deportivas soviéticas que nunca estuvo afiliada a ningún estamento del poder soviético, por lo que se ganó la simpatía de muchos aficionados, que lo llamaron con el apodo de Narodnaya komanda («El equipo del pueblo»).

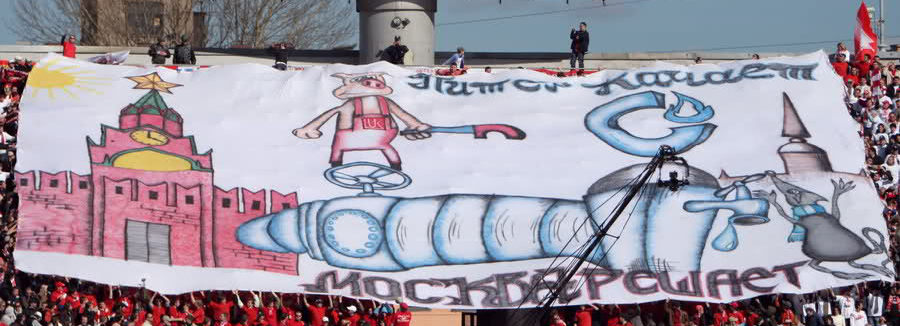
Pancarta satírica del grupo ultra del Spartak, «Fatria», en el estadio Petrovsky antes de un partido ante el Zenit. El lema reza «Piter [apodo de San Petersburgo] sacude, Moscú decide» y aparece en el dibujo el logo de Gazprom, dueño del Zenit, y el Kremlin de Moscú.

Desde la creación del campeonato soviético de fútbol en 1936, el Spartak se convirtió en uno de los grandes equipos soviéticos junto al CSKA, Dynamo Moscú y Dynamo Kiev. El Zenit Leningrado nunca estuvo entre los equipos más potentes del campeonato, pero era el principal equipo de Leningrado y eso siempre era un aliciente, especialmente para los equipos moscovitas.

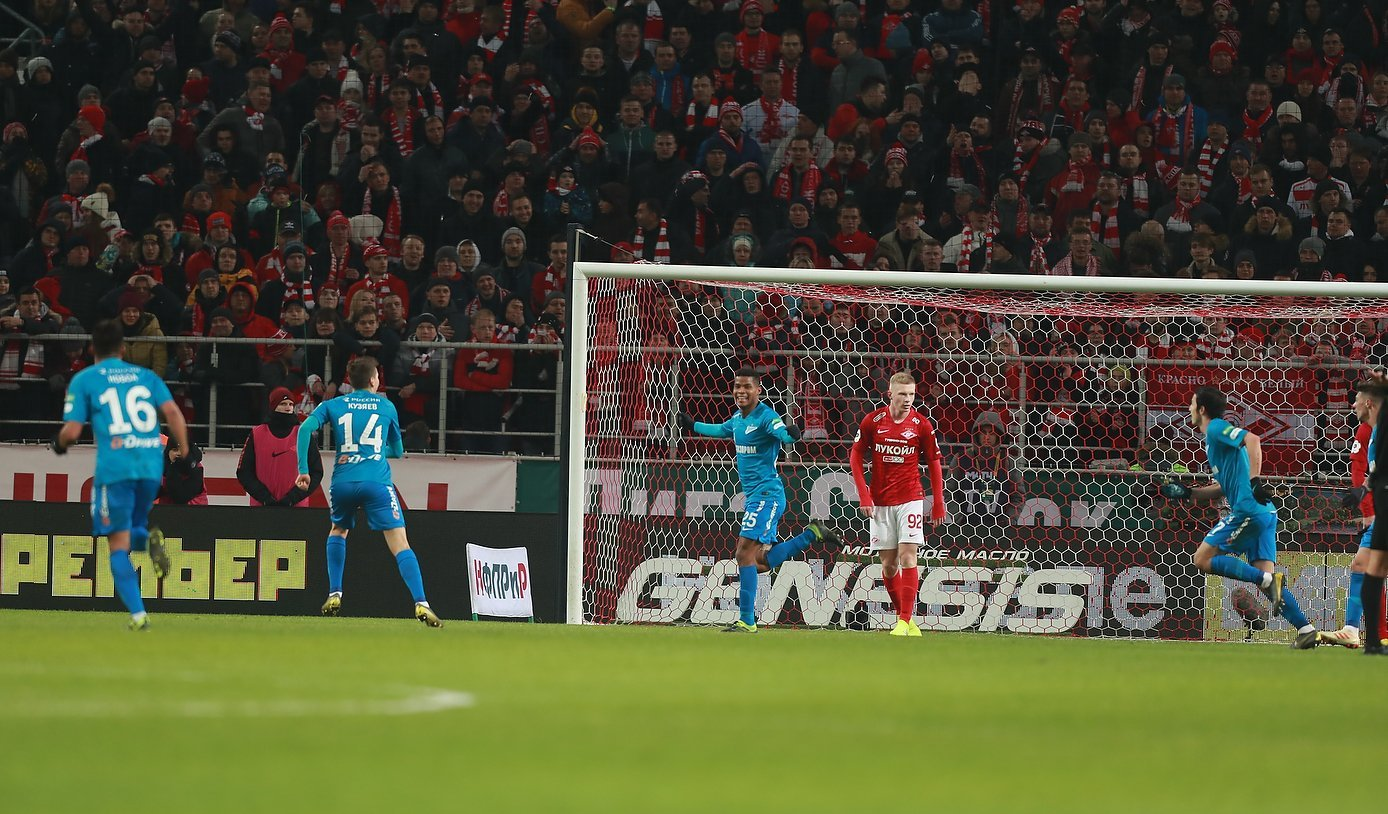
Imagen de un Spartak-Zenit en marzo de 2019.

El primer partido disputado de forma oficial entre ellos tuvo lugar el 8 de agosto de 1936 en los octavos de final de la Copa de la Unión Soviética, en un partido en que el Spartak ganó 0-3 al entonces Stalinets. El primer triunfo del Zenit se produjo el 17 de junio de 1941 cuando venció por un solitario gol de Boris Levin-Kogan en liga. El Zenit sólo logró dos títulos durante la era soviética, una Copa soviética en 1944 y la liga de 1984, su gran éxito. Por su parte, el Spartak se hizo con doce ligas y diez copas soviéticas.
La rivalidad entre ambos equipos se hizo mucho más patente tras la creación de la Liga Premier de Rusia en 1992. El Spartak fue el indudable dominador del fútbol ruso en toda la década de 1990 y hasta principios del siglo XXI. Sin embargo, el Zenit se convirtió en un aspirante serio al título desde entonces y a mediados-finales de la década de 2000 se impuso sobre los demás clubes rusos con tres ligas. Además, el Zenit logró el éxito en Europa al hacerse con una Copa de la UEFA en 2008 y una Supercopa de Europa con un equipo muy recordado, liderado por Andrei Arshavin.
El fichaje de Vladimir Bystrov por el Zenit en 2009 procedente del Spartak —al que llegó, a su vez, procedente del Zenit— significó un factor más de enemistad entre las dos aficiones, que criticaron duramente la decisión del futbolista. De hecho, los enfrentamientos entre los grupos más radicales de ambas aficiones son cada vez más frecuentes en estos partidos, marcados por una fuerte presencia policial.

## Estadísticas
Actualizado al 29 de septiembre de 2022
| Victorias Zenit | Empates | Victorias Spartak |
| --------------- | ------- | ----------------- |
| 50              | 46      | 44                |